# Кацнельсон, Валерий Сергеевич
Валерий Сергеевич Кацнельсон (род. 24 января 1946, Москва) — советский и российский джазовый музыкант, — тенор и сопрано-саксофонист, флейтист, композитор, руководитель джазовых ансамблей.

## Жизнь и творчество
Валерий Кацнельсон учился играть на саксофоне самостоятельно. Стал известен после выступления на московском фестивале Джаз-68 в ансамбле с саксофонистом Эдуардом Утешевым. Работал в эстрадных коллективах Москвы. В 1976 году, будучи профессиональным музыкантом, окончил музыкальное училище им. Гнесиных по классу саксофона. В 1977 году играл в ансамбле Германа Лукьянова, а в 1980—1981 гг. входил в состав «Арсенала» Алексея Козлова. Выступал на фестивале «Berliner Jazztage '80» в Западном Берлине и на «Джазовых днях» в Братиславе. В 1981—1984 гг. преподавал саксофон на эстрадно-джазовом отделении сначала в музыкальном училище им. Октябрьской революции, а затем в музыкально-педагогическом училище им. Гнесиных. В 1980 году поступил в Ленинградскую консерваторию (Петрозаводский филиал) в класс профессора В. Н. Красавина. Окончил в 1985 году. В 1982—1983 гг. руководил ансамблем, в который входили саксофонист Виталий Шеманков, трубачи Валерий Колесников и Игорь Широков, тромбонист Александр Сухих, пианист Александр Никитин, контрабасист Михаил Смола, барабанщик Евгений Казарян и перкуссионист Борис Кузнецов. Ансамбль принимал участие во многих отечественных фестивалях. Спустя много лет собрал сохранившиеся записи этого октета с разных концертов и выпустил компакт-диск «These Wonderful Moments». В 1985 году в составе ансамбля Оскара Фельцмана «Огни Москвы» участвовал в записи пластинки «Остров детства». Впоследствии руководил квартетом или квинтетом, играя с такими музыкантами как Лев Кушнир, Михаил Окунь, Андрей Кондаков, Моисей Шифер, Игорь Широков, Виталий Соломонов, Станислав Коростелев и др. В 1991 году записал пластинку под названием «Отложенная позиция» на фирме «Мелодия». Выступал на фестивале Pori Jazz в 1992 году. Записи, сделанные в начале 1990-х в разных студиях, в том числе на радио (в ГДРЗ) составили содержание компакт-диска, вышедшего несколько лет спустя под названием «Adjourned Game». В 1991—1992 гг. создал и возглавлял Джаз-клуб в помещении театра у Никитских ворот, где выступали ведущие московские джазовые музыканты.
Автор многих джазовых композиций, в том числе «Чудное мгновение», «Ночь в мансарде», «Посвящение мастеру», «Долгожданная встреча», «Отложенная позиция», «Мой смешной и грустный Лев», «Электросон», «Деревня», «Говорящие птицы».
Женат, имеет 5 детей.
С 2000 года проживает в Германии.

## Книги
В 2021 году написал книгу воспоминаний «Москва, Воронеж, далее — везде…»

## Дискография
- 1986 — Оскар Фельцман. Остров детства[9] (дата записи: 1985), Мелодия — С60 25863 005
- 1987 — Давид Тухманов. Электроклуб[10], Мелодия — С60 25863 005
- 1991 — Отложенная позиция
- 1994 — Алексей Козлов. Неизвестный Арсенал[11], Anima Vox — AVCD 9130010
- 2005 — Monatslieder 1. «In dir ist Freude»
- 2006 — Monatslieder 2. «Von guten Mächten»
- 2007 — Monatslieder 3. «Auf Gott vertrauen»
- 2007 — B тени крыльев (записан в Испании, вышел в Германии)
- 2011 — Adjourned Game (записан в 1990-91 в Москве, вышел в Германии)
- 2021 — These Wonderful Moments (записан в 1982-83 в Москве, вышел в Германии)